# 십이각형

정십이각형

기하학에서 십이각형은 변이 12개인 평면도형이다. 정십이각형의 한 내각의 크기는 150도이며, 전체 내각의 크기의 합은 1800도이다.

## 정십이각형의 넓이
- 한 변의 길이가 {\displaystyle a}일 때

{\displaystyle {\begin{aligned}A&=3\cot \left({\frac {\pi }{12}}\right)a^{2}=3\left(2+{\sqrt {3}}\right)a^{2}\\\end{aligned}}}
- 반지름이 {\displaystyle R}인 원에 내접할 때

{\displaystyle A=6R^{2}\sin \left({\frac {\pi }{6}}\right)=3R^{2}}
- 반지름을 {\displaystyle r}인 원에 외접할 때

{\displaystyle {\begin{aligned}A&=12\tan \left({\frac {\pi }{12}}\right)r^{2}=12\left(2-{\sqrt {3}}\right)r^{2}\\\end{aligned}}}

## 내각과 외각
- 내각의 크기: 150도
- 외각의 크기: 30도

## 작도 방법
정십이각형은 작도가 가능하다. 작도 과정은 아래의 그림을 참고하라.

## 같이 보기
- 십이면체
- 십이각별